# Didone abbandonata (Händel)
Didone abbandonata, deutsch Die verlassene Dido (HWV A12) ist ein Dramma per musica in drei Akten. Das Pasticcio ist die Bearbeitung des ersten, gleichnamigen Opernlibrettos von Pietro Metastasio auf der Grundlage der Oper Leonardo Vincis, von Georg Friedrich Händel.

## Entstehung
Die Daily Post berichtete kurz nachdem Händel die Spielzeit 1735/36 mit der achten Aufführung der Atalanta wenige Tage zuvor beendet hatte:

“We hear that several Persons have been sent to Italy from the two Theatres, to engage some additional Voices, for the carrying on of Operas for the ensuing Season, and that Sig. Dominichino, one of the best Singers now in Italy, is engaged by Mr. Handel, and is expected over in a short time.”

„Dem Vernehmen nach haben die beiden Opernhäuser verschiedene Personen nach Italien geschickt, um für die nächste Saison noch einige Stimmen zu suchen, und Signor Dominichino, einer der besten jetzigen italienischen Sänger, soll von Herrn Händel engagiert worden sein und in kurzer Zeit hier erwartet werden.“

Der genannte Sänger kam dann im Oktober von Dresden nach England und ließ sich, wie es üblich war, vor seinem ersten Auftreten zuerst bei Hofe hören:

“On Tuesday last Signor Dominico Annibali, the celebrated Italian Singer lately arriv'd from Dresden, to perform in Mr. Handel's Opera in Coven-Garden, was sent for to Kensington, and had the Honour to sing several Songs before her Majesty and the Princesses, who express’d the highest Satisfaction at his Performance.”

„Letzten Dienstag [5. Oktober] wurde der gefeierte italienische Sänger Domenico Annibali,  kürzlich von Dresden hier angekommen, um in Händels Coventgarden-Oper aufzutreten, nach Kensington geschickt, wo er die Ehre hatte, der Königin und den Prinzessinnen verschiedene Gesänge vorzutragen, welche über diese Darbietung höchst zufrieden waren.“

Dass dies keine einseitige Parteinahme für Händel war, erhellt eine andere Zeitungsnachricht, nach welcher die drei von der gegnerischen „Opera of the Nobility“ engagierten Damen bei Hofe dieselbe beifällige Aufnahme fanden:

“Signora Merighi, Signora Chimenti, and The Francesina (Three Singer lately come from Italy, for the Royal Academy of Musick) had the Honour to sing before her Majesty, the Duke, and Princesses, at Kensington, on Monday Night last, and met with a most gracious Reception, and her Majesty was pleased to approve their several Performances: after which, The Francesina, performed several Dances to the entire Satisfaction of the Court.”

„Signora Merighi [Antonia Margherita Merighi], Signora Chimenti [Margherita Chimenti, genannt „La Droghierina“] und die Francesina [Elisabeth Duparc, genannt „La Francesina“], drei Sängerinnen, welche kürzlich für die königliche Musikakademie von Italien gekommen waren, hatten letzten Montagabend die Ehre, in Kensington vor der Königin, dem Herzog und den Prinzessinnen zu singen, und fanden eine höchst gnädige Aufnahme; Ihre Majestät geruhte, ihren Vorträgen Beifall zu schenken, und zum Schluss machte die Francesina mit ihren Tänzen dem Hof ein großes Vergnügen.“

Anna Maria Strada war den Sommer über bei der inzwischen nach Holland verheirateten Prinzessin Anna gewesen. Am 4. Oktober kehrte sie zurück:

“Last Night the famous Signora Strada arriv’d from Holland, who is come on purpose to sing next Thursday in a Concert of Musick at the Swan Tavern in Exchange-Alley.”

„Gestern Abend kam die berühmte Signora Strada von Holland an, und zwar zunächst zu dem Zweck, um am folgenden Donnerstag im Gasthaus „Zum Schwan“ in der Börsenallee zu singen.“

Händel begann am 14. August 1736 mit den Neukompositionen für die folgende Spielzeit und nahm zunächst Giustino in Angriff. Mitten in dieser Arbeit schrieb er Arminio, den er offensichtlich vorziehen wollte, erst danach beendete er Giustino. Jedoch vor der Premiere dieser Oper im Januar  begann Händel eine dritte: Berenice.
Händel war die neue Spielzeit mit derselben Strategie angegangen, wie die zwei Jahre zuvor: Wiederaufnahmen vor Weihnachten und neue Werke im neuen Jahr. So wurden alle drei Opern im ersten Halbjahr 1737 uraufgeführt, und zwar zunächst Arminio am 12. Januar, gefolgt von Giustino am 16. Februar. Nachdem von letzterer drei Vorstellungen stattgefunden hatten, kam die Fastenzeit, welche die Theaterabende beschränkte. Dadurch äußerst behindert, verkündete Händel, dass die Opern auch in der Fastenzeit und zwar mittwochs und freitags gespielt werden sollten, und fuhr mit weiteren Vorstellungen des Giustino fort. Er wählte diese Tage, um nicht terminlich mit der „Adelsoper“ zusammen zu treffen, außerdem konnte er an diesen Tagen das Theater um 33 £ billiger mieten. Es war für ihn ein herber Schlag, als auch diese Opernaufführungen verboten wurden.
Nun war er gezwungen, sich auf die oratorischen Werke zu verlegen:

“We hear, since Operas have been forbidden being performed at the Theatre in Covent Garden on the Wednesdays and Fridays in Lent, Mr. Handel is preparing Dryden’s Ode of Alexander’s Feast, the Oratorios of Esther and Deborah, with several new Concertos for the Organ and other Instruments; also an Entertainment of Musick, called II Trionfo del Tempo e della Verita, which Performances will be brought on the Stage and varied every Week.”

„Wie wir erfahren, bereitet Herr Händel, nachdem mittwochs und freitags die Opernaufführungen während der Fastenzeit verboten worden sind, Drydens Ode vom Alexander-Fest vor, zudem die Oratorien Esther und Deborah mit verschiedenen neuen Konzerten für die Orgel und andere Instrumente, und noch eine neue musikalische Unterhaltung, genannt II trionfo del Tempo e della Verità; diese Werke sollen in diesen Wochen abwechselnd zur Aufführung kommen.“

Zum ersten Mal seit 1733/34 hatte es Händel also geschafft, zwei berühmten Kastraten, Gioacchino Conti, der bereits einen starken Eindruck im Frühjahr 1736 gemacht hatte, und den vom Dresdner Hof abgeworbenen Domenico Annibali für sein Ensemble zu engagieren. Zusammen mit seiner treuen Primadonna Strada, konnte er es nun sängerisch erstmals wieder mit seiner Konkurrenz aufnehmen und dies ermutigte ihn offenbar, die ehrgeizigste Saison, die er je geplant hatte, in Angriff zu nehmen. Zwischen November 1736 und Juni 1737 präsentierte er nicht weniger als zwölf Werke, acht Opern und vier Oratorien – fünf von ihnen waren für das Londoner Publikum neu. Statt seiner üblichen Quote von ein oder zwei Opern pro Saison, komponierte er drei. Seit Januar 1734 arbeitete er sein frühes italienische Oratorium Il trionfo del Tempo e del Disinganno (1707), umfassend zu II trionfo del Tempo e della Verità um. Nachdem er damit fertig war, wandte er sich der Oper Didone abbandonata des „modernen“ Komponisten Leonardo Vinci zu, um sie für seine Bühne einzurichten.
In den ersten beiden Jahren nach dem Umzug ins Covent Garden Theatre im Herbst 1734, verfolgte Händel eine neue Strategie für sein Opernensemble. Er zog eine Reihe von Schlussfolgerungen aus dem Scheitern in der 1733/34er Saison, in der er auf die Kastraten Carestini und Scalzi und Opern von Hasse und Vinci gesetzt hatte. Er gab es nicht nur auf, neue italienische Sänger zu engagieren, sondern er komponierte Chöre und führte Ballette und Instrumentalstücke ein. (1733 hatte er Vincis Ballette und Chöre in Semiramide noch gestrichen.) Er bot mehr Oratorienaufführungen und, was die wichtigste Neuerung war, er machte ausschließlichen Gebrauch seiner eigenen Werke. Mit der alten Strategie konnte er wohl den Wettbewerb mit Senesino und Porpora aufnehmen, mit Farinelli und Hasse, die inzwischen am Haymarket Theatre zu hören waren, aber nicht mehr. Das neue System ist in sich schlüssig: Die Kosten für Ballett und die Ballerina Marie Sallé musste bei den Sängern und teilweise auch bei der Ausstattung eingespart werden und dieses zwang Händel, englische Sänger, wie Cecilia Young und John Beard, zu engagieren. Außerdem führte er mehr Oratorien als Opern auf, um dem Publikum qualitativ etwas völlig anderes zu bieten, als am Haymarket von seinen Rivalen gezeigt wurde. 1733/34 hatte er noch versucht, die Konkurrenz mit ihren eigenen Waffen zu schlagen.
Die Veränderungen an der Spitze seines Opernensembles im Jahre 1736 aber machen deutlich, dass Händels neue Strategie kaum von künstlerischen Idealen initiiert war: sie wurde vor allem von taktischen Erwägungen bestimmt. Senesino war aus dem Rennen und Farinelli hatte seine Faszination verloren, zudem hatte Händel in der Zwischenzeit die Gunst des Prince of Wales gewonnen. Also kehrte er im Grunde zu jenem Stil der Opera seria zurück, welche das europäische Publikum für Jahrzehnte zufrieden gestellt hatte. Das deutlichste Zeichen dafür war das Engagement der Kastraten Gizziello und Annibali und die Produktion von Metastasios und Vincis Didone abbandonata.
Auf Vincis Oper, mehr als zehn Jahre zuvor für Rom komponiert, war Händel durch seinen Freund und späteren Librettisten des Saul, L’Allegro, il Penseroso ed il Moderato, The Messiah und Belshazzar, Charles Jennens, aufmerksam gemacht worden. Dank der Bemühungen von Edward Holdsworth, einem engen Freund und klassischen Gelehrten, welcher auf dem Kontinent viele reiste, erhielt Jennens regelmäßig Sendungen mit Musik aus Italien, darunter offenbar auch der Partitur von Vincis Didone.
An den Tagen um die Premiere dieses Pasticcios herum, dem 13. April 1737 im Covent Garden Theatre, erlitt Händel als Folge seiner körperlichen und geistigen Anspannungen einen katastrophalen Zusammenbruch: Schlaganfall! Durch die eingetretene Lähmung seines rechten Arms und der geistigen Trübungen musste möglicherweise Händels zweiter Cembalist Johann Christoph Schmidt jun. die Abendleitung übernehmen.
Besetzung der Uraufführung
- Didone – Anna Maria Strada del Pó (Sopran)
- Enea – Gioacchino Conti, genannt „Gizziello“ (Soprankastrat)
- Jarba – Domenico Annibali (Altkastrat)
- Selene – Francesca Bertolli (Alt)
- Araspe – John Beard (Tenor)
- Osmida – Maria Caterina Negri (Alt)

Zu diesem Zeitpunkt war völlig unklar, ob dieser Schicksalsschlag seine Tätigkeit als Komponist und Dirigent nicht für immer beenden würde. Seine Freunde und Anhänger jedenfalls waren sich keineswegs sicher, wie der Gelehrte James Harris an seinen Vetter, den Earl of Shaftesbury schrieb:

“Yr Lordp’s information concerning Mr Handel’s Disorder was ye first I received – I can assure Yr Lordp it gave me no Small Concern – when ye Fate of Harmony depends upon a Single Life, the Lovers of Harmony may be well allowed to be Sollicitous. I heartily regrett ye thought of losing any of ye executive part of his meritt, but this I can gladly compound for, when we are assured of the Inventive, for tis this which properly constitutes ye Artist, & Separates Him from ye Multitude.  It is certainly an Evidence of great Strength of Constitution to be so Soon getting rid of So great a Shock.  A weaker Body would perhaps have hardly born ye Violence of Medicines, wch operate So quickly.”

„Die Nachricht Eurer Lordschaft bezüglich Händels Krankheit war die erste, die mich erreichte – ich kann Euch versichern, dass es mir große Sorge bereitet. Wenn das Schicksal der Harmonie von einem einzigen Leben abhängt, muss man den Freunden der Harmonie die Aufregung verzeihen. Ich empfinde es als tiefsten Verlust, wenn wir ihn als ausführenden Musiker verlieren, doch ich kann mich leicht damit abfinden, solange uns seine Erfindungsgabe erhalten bleibt, denn sie ist es, die den Künstler eigentlich ausmacht und ihn aus der Masse hervorhebt. Sicherlich ist es ein Zeichen großer Kraft und Ausdauer, dass er so einen so schweren Schlag so schnell überwunden hat. Ein schwächerer Körper hätte schwerlich die starken Medikamente verkraftet, die so rasche Wirkung zeigen.“

Offenbar hatte er also noch nennenswerte Kraftreserven, die er mit seinem eisernen Willen mobilisieren konnte, und so meldete die Daily Post zweieinhalb Wochen nach dem Schlaganfall:

“Mr. Handel, who has been some time indisposed with the rheumatism, is in so fair a way of recovery, that it is hoped he will be able to accompany the opera of Justin on Wednesday next, the 4th of May; at which time we hear their Majesties will honour that opera with their presence.”

„Herr Händel, welcher seit einiger Zeit an Rheumatismus litt, ist auf einem guten Wege der Besserung, sodass man hoffen kann, er werde im Stande sein, nächsten Mittwoch, den 4. Mai, die Oper Giustino zu leiten. Dem Vernehmen nach werden Ihre Majestäten diese Opernaufführung mit ihrer Gegenwart beehren.“

Es ist unwahrscheinlich, dass sich diese Hoffnung erfüllte und Händel schon Anfang Mai wieder die Aufführungen leitete. In seinen Memoirs of Handel (1760) berichtete der Earl of Shaftesbury:

“Great fatigue and disappointment, affected him so much, that he was this Spring (1737) struck with the Palsy, which took entirely away, the use of 4 fingers of his right hand; and totally disabled him from Playing: And when the heats of the Summer 1737 came on, the Disorder seemed at times to affect his Understanding.”

„Große Ermüdung und Enttäuschung belasteten ihn so sehr, dass er im Frühjahr mit einer Lähmung geschlagen wurde, die ihn der Beweglichkeit von vier Fingern der rechten Hand völlig beraubte, und ihm das Musizieren unmöglich machte. Und als die heißen Tage des Sommers 1737 heranrückten, schien die Krankheit mitunter auch seinen Verstand zu verwirren.“

Weiter schreibt der Earl of Shaftesbury, der am 12. Mai 1737 einer Probe beigewohnt hatte, in einem Antwortbrief an seinen Vetter:

“I was at the rehearsal of the charming Berenice this morning, when I received an inexpressible delight. […] Mr Handel is better though not well enough to play the harpsichord himself[,] which young Smith is to do for him.”

„Heute Morgen war ich bei der Probe der bezaubernden Berenice, was mir ein unglaubliches Vergnügen bereitet hat. […] Händel geht es besser, aber nicht gut genug, um das Cembalo selbst zu spielen, der junge Smith [Schmidt jun.] soll das für ihn übernehmen.“

Didone, Händels letztes Pasticcio mit Musik anderer Komponisten, hatte wenig Erfolg und lief nur kurz: an drei Abenden im April und einem vierten am 1. Juni. Der junge Tenor John Beard ist wohl später durch den Knaben William Savage ersetzt worden. Ob Savage schon im Stimmbruch war und in welcher Lage er die Partie sang, ist unbekannt. Von der Musik des Pasticcios wurde nichts gedruckt.

## Libretto

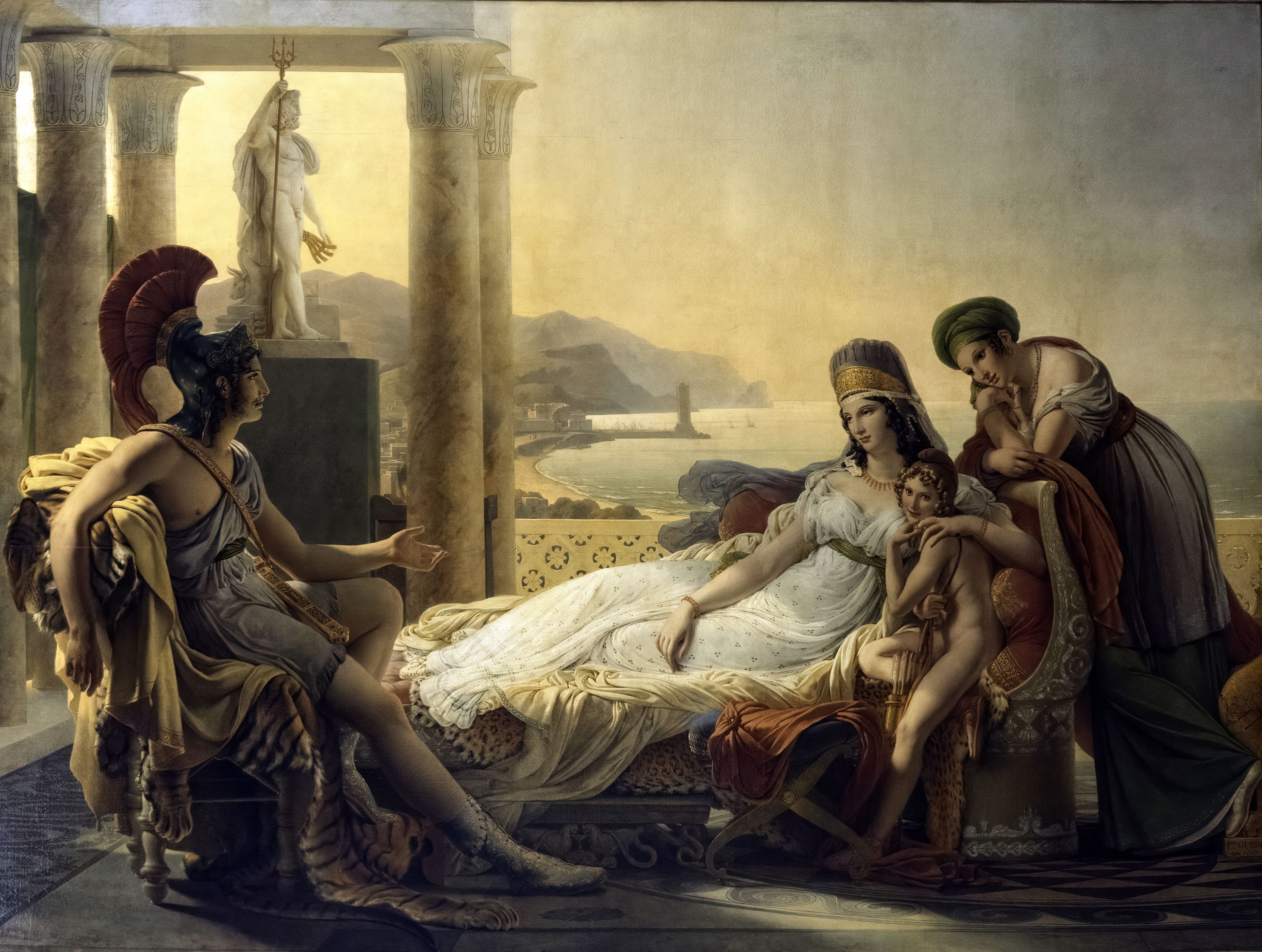
Aeneas berichtet Dido vom Untergang Trojas. (1815), Louvre, Paris

Textvorlage für die Oper ist Pietro Metastasios erste Dichtung, Didone abbandonata, erstmals mit Musik von Domenico Sarro aufgeführt am 1. Februar 1724 im Teatro San Bartolomeo in Neapel.
Händel bearbeitete sein Pasticcio aber auf der Basis der Vinci-Oper, welche zwei Jahre später in Rom aufgeführt wurde. Weil aber offenbar keine Kopie des römischen Librettos in London verfügbar war, stützte sich der anonyme Librettist (oder Händel?) vor allem auf diese erste Version von 1724.
Die Episode aus Vergils Aeneis, in welcher der trojanische Krieger Aeneas und die karthagische Königin Dido zusammenfinden, er sie aber schließlich – um seiner Bestimmung zu folgen und Rom zu gründen – zurücklässt, gehört zu den beliebtesten Opernstoffen des Barock. Getreu der vergilschen Vorlage ist Metastasios Libretto allerdings eines der seltenen Exemplare der frühen Opera seria, das nicht mit einem glücklichen Ende, dem konventionellen „lieto fine“, schließt. Vermutlich vor allem wegen dieses tragischen Schlusses und der ungewöhnlich vielen Accompagnato-Rezitative am Schluss der Oper, war die Vorlage für Händel besonders interessant.
Frühere Bearbeitungen des Opernstoffes finden sich bei Francesco Cavalli: La Didone (Venedig 1641), Pietro Andrea Mattioli: La Didone (Bologna 1656), Henry Purcell: Dido and Aeneas (London 1688), Henri Desmarets: Didon (Paris 1693) und Christoph Graupner: Dido, Königin von Carthago (Hamburg 1707).
Metastasios Textbuch wurde dann im Verlauf eines Jahrhunderts noch mehr als fünfzigmal vertont, u. a. von Tomaso Albinoni (Venedig 1724), Nicola Porpora (Reggio nell’Emilia 1725), Leonardo Vinci (Rom 1726), Baldassare Galuppi (Sankt Petersburg 1740), Johann Adolph Hasse (Dresden 1742), Niccolò Jommelli (Rom 1747), Tommaso Traetta (Venedig 1757), Giuseppe Sarti (Kopenhagen 1762), Niccolò Piccinni (Rom 1770), Stephen Storace (Dido, Queen of Carthage, London 1792) und Saverio Mercadante (Turin 1823).

## Musik
Das Manuskript von Vincis Oper muss Händel bereits 1736 vorgelegen haben, denn in seinen Opern Arminio und Giustino sind musikalische Ideen aus Didone abbandonata zu finden. Zunächst wollte Händel die Oper möglichst originalgetreu zur Aufführung bringen, musste aber nachträglich (vermutlich auf Drängen der Sänger) einige Änderungen vornehmen. Dieses Manuskript, inzwischen im Faksimile veröffentlicht, enthält zahlreiche Anmerkungen von Händels Hand, seine Bearbeitungen betreffend. Die Vorbereitung der Aufführungspartitur geschah in mehreren Phasen: Die Direktionspartitur, enthält eine Notiz von Samuel Arnold, dem zeitweiligen Besitzer beider Aufführungspartituren, welche die Beziehungen zwischen den beiden Quellen beschreibt. Daraus geht hervor, dass zunächst die Cembalo-Partitur („half score“) angefertigt wurde, in die Händel die Rezitative mit den für London üblichen Kürzungen eintrug und einige Arien darin änderte. Anschließend wurde die Direktionspartitur geschrieben und mit Teilen der Cembalo-Partitur vereinigt. Händels autographe Hinzufügungen wurden in die letztere eingebunden (bis auf zwei autographe Rezitative jeweils in den Schlussszenen des zweiten und dritten Aktes) und sind mit dieser verschollen.
Im Wesentlichen behielt Händel die Musik Vincis bei, dreizehn seiner Arien, die Ouvertüre und eine Sinfonia im dritten Akt, fanden den Weg in die endgültige Fassung, er änderte nur durch Austausch zwischen einzelnen Partien entsprechend der Rollenhierarchie die Abfolge. Auch übernahm er die sehr emotionale letzte Szene Didones, welche im Accompagnato-Rezitativ, ohne Schlusschor, endet. Dies ist umso erstaunlicher, da er bislang in vergleichbaren Fällen originale Accompagnati immer durch eigene Secco-Rezitative ersetzte. Wahrscheinlich in Zusammenarbeit mit den Sängern ausgewählt sind die neun Arien anderer Komponisten (u. a. von Geminiano Giacomelli, Antonio Vivaldi und Hasse), die Händel hinzufügte. Interessanterweise wurden bei drei Arien die Originaldichtungen Metastasios der neuen Musik unterlegt: Sono intrepido nell'alma (Nr. 16), A trionfar mi chiama (Nr. 22) und Cadrà fra poco in cenere (Nr. 28).
Die Rezitative mussten, neben den erwähnten Kürzungen, teilweise neu geschrieben werden, aber nur in den Fällen, wo sie der veränderten Tessitur der Sänger und textlichen Änderungen angepasst werden mussten. Auch sechs Arien wurden kompakter, z. B. durch das Weglassen des Eingangsritornells. Vincis Se vuoi ch'io mora (Nr. 14) schließlich erfuhr grundsätzliche Veränderung und stellt so fast eine Neukomposition dar.

## Händel und das Pasticcio
Das Pasticcio war für Händel eine Quelle, von der er besonders in der Zeit, da ihn die Konkurrenz-Situation mit der Adelsoper unter Druck setzte, häufiger Gebrauch gemacht hatte, so zwischen 1729 und 1734, als er gleich sieben Pasticci auf die Bühne brachte.
Händels Arbeitsweise bei der Konstruktion der Pasticci war sehr verschieden, alle Stoffe aber basieren auf in den europäischen Opernmetropolen vertrauten Libretti von Zeno oder Metastasio, denen sich viele zeitgenössische Komponisten angenommen hatten – vor allem Leonardo Vinci, Johann Adolph Hasse, Nicola Porpora, Leonardo Leo, Giuseppe Orlandini und Geminiano Giacomelli. Händel komponierte die Rezitative oder bearbeitete bereits vorhandene aus der gewählten Vorlage. Sehr selten schrieb er eine Arie um, in der Regel, um sie einer anderen Stimmlage und Tessitur anzupassen. Wo es möglich war, bezog er das Repertoire des betreffenden Sängers in die Auswahl der Arien mit ein. Meist mussten die Arien, wenn sie von einem Zusammenhang in den anderen transferiert oder von einem Sänger auf den anderen übertragen wurden, transponiert werden. Auch bekamen diese mittels des Parodieverfahrens einen neuen Text. Das Ergebnis musste durchaus nicht immer sinnvoll sein, denn es ging mehr darum, die Sänger glänzen zu lassen, als ein stimmiges Drama zu produzieren. Abgesehen von Elpidia (1724) und Ormisda (1730), die die einzigen waren, welche Wiederaufnahmen erlebten, waren Händels Pasticci nicht besonders erfolgreich, aber wie auch die Wiederaufnahmen der eigenen Opern, erforderten sie weniger Arbeit als das Komponieren und Einstudieren neuer Werke und konnten gut als Lückenbüßer oder Saisonstart verwendet werden oder einspringen, wenn eine neue Oper, wie es bei Partenope im Februar 1730 und Ezio im Januar 1732 der Fall war, ein Misserfolg war.
Händel Pasticci haben ein wichtiges gemeinsames Merkmal: Die Quellen waren allesamt zeitgenössische und populäre Stoffe, welche in jüngster Vergangenheit von vielen Komponisten, die im „modernen“ neapolitanischen Stil setzten, vertont worden waren. Er hatte diesen mit der Elpidia von Vinci in London eingeführt und später verschmolz dieser Stil mit seiner eigenen kontrapunktischen Arbeitsweise zu jener einzigartigen Mischung, welche seine späteren Opern durchdringen.
Das grundsätzliche Problem von Händels Pasticci aber, dass seine eigene Musik, in seinem eigenen Opernhaus, eine zu harte Konkurrenz zu jedweder importierten originalen italienischen Oper war, scheint ihm zu diesem Zeitpunkt allerdings klar geworden zu sein, denn Didone war sein letztes Pasticcio eines „modernen“ Komponisten.

## Erfolg und Kritik
“The opera of Dido (in my opinion a very heavy one) will be acted but once more tomorrow only.”

„Die Oper Dido (nach meiner Meinung ein sehr schwerfälliges Stück) wird aber nur noch morgen einmal aufgeführt.“

## Orchester
Zwei Oboen, zwei Hörner, zwei Trompeten, Streicher, Basso continuo (Violoncello, Laute, Cembalo).